# Jonathan Buatu Mananga
Jonathan Buatu Mananga (Luik, 27 september 1993) is een Belgisch voetballer van Angolese afkomst. Hij is een centrale verdediger die sinds 2024 onder contract staat bij Gil Vicente FC.

## Carrière

### Standard Luik
In het seizoen 2009/10 stroomde hij door naar de A-kern van Standard Luik. In de laatste wedstrijd van dat seizoen maakte hij zijn debuut tegen Sporting Charleroi. In het seizoen 2010/11 en het seizoen 2011/12 kwam hij niet aan spelen toe bij de eerste ploeg.

### KRC Genk
Hij tekende in de zomer van 2012 bij KRC Genk een contract voor 1 jaar met een optie voor nog 1 jaar. Hij mocht in enkele oefenmatchen meedoen met de eerste ploeg maar tot een officieel debuut kwam het niet. Begin 2013 werd bekend dat hij voor een half seizoen werd uitgeleend aan de Belgische tweedeklasser FC Brussels. Hij maakte zijn debuut voor Brussels door in te vallen voor David Habarugira in de wedstrijd tegen Antwerp FC. Bij deze ene wedstrijd bleef het ook. Hij kon zich met Brussels wel redden in de tweede klasse.

### Fulham FC
In de zomer van 2013 mocht hij na een geslaagde testperiode een contract tekenen bij de Engelse eersteklasser Fulham FC. Hij was er een vaste waarde bij de beloftenploeg, maar slaagde er niet in om door te stromen naar het eerste elftal.

### Waasland-Beveren
Hij maakte in de zomer van 2015 transfervrij de overstap naar Waasland-Beveren. Zijn officieel debuut voor de club maakte hij op de eerste speeldag van het seizoen 2015-2016 in de wedstrijd tegen RSC Anderlecht door in de basis te starten. Bij Waasland-Beveren speelde hij in drie seizoenen 76 competitiewedstrijden waarna zijn contract er afliep.

### Rio Ave
Buatu werd in de zomer van 2018 transfervrij aangetrokken door de Portugese eersteklasser. In zijn eerste seizoen speelde hij 21 wedstrijden waarvan 19 basisplaatsen, toch werd na afloop van dit ene seizoen beslist dat Buatu al mocht beschikken. Hij keerde terug naar de Belgische competitie waar hij uitgeleend werd aan Royal Excel Moeskroen. Wegens een gebrek aan speelkansen werd deze uitleenperiode echter al vroegtijdig beëindigd in de winterstop. Buatu werd vervolgens voor een half seizoen uitgeleend aan het Portugese CD Aves

### STVV
In de zomer van 2020 tekende Buatu een definitief contract voor twee seizoenen bij de Belgische eersteklasser Sint-Truidense VV. Hij ging er met het rugnummer 39 spelen.

## Spelerscarrière
| seizoen | club                    | land              | competitie         | wed. | goals |
| ------- | ----------------------- | ----------------- | ------------------ | ---- | ----- |
| 2009/10 | Standard Luik           | Vlag van België   | Jupiler Pro League | 1    | 0     |
| 2010/11 | Standard Luik           | Vlag van België   | Jupiler Pro League | 0    | 0     |
| 2011/12 | Standard Luik           | Vlag van België   | Jupiler Pro League | 0    | 0     |
| 2012/13 | KRC Genk                | Vlag van België   | Jupiler Pro League | 0    | 0     |
| 2012/13 | → FC Brussels           | Vlag van België   | Belgacom League    | 1    | 0     |
| 2013/14 | Fulham FC               | Vlag van Engeland | Premier League     | 0    | 0     |
| 2014/15 | Fulham FC               | Vlag van Engeland | Championship       | 0    | 0     |
| 2015/16 | Waasland-Beveren        | Vlag van België   | Jupiler Pro League | 34   | 1     |
| 2016/17 | Waasland-Beveren        | Vlag van België   | Jupiler Pro League | 28   | 2     |
| 2017/18 | Waasland-Beveren        | Vlag van België   | Jupiler Pro League | 14   | 0     |
| 2018/19 | Rio Ave FC              | Vlag van Portugal | Primeira Liga      | 21   | 0     |
| 2019/20 | → Royal Excel Moeskroen | Vlag van België   | Jupiler Pro League | 2    | 0     |
| 2019/20 | → CD Aves               | Vlag van Portugal | Primeira Liga      | 12   | 0     |
| 2020/21 | Sint-Truidense VV       | Vlag van België   | Jupiler Pro League | 14   | 1     |
| Totaal  | Totaal                  | Totaal            | Totaal             | 126  | 3     |

## International

### Jeugdinternational België
Als jeugdinternational speelde hij voor verschillende Belgische jeugdelftallen.
| Nationale ploeg | seizoen   | wedstrijden | Goals |
| --------------- | --------- | ----------- | ----- |
| België U17      | 2010      | 7           | 0     |
| België U18      | 2010-2011 | 10          | 1     |
| België U19      | 2011      | 5           | 0     |
| Totaal          | Totaal    | 22          | 1     |

### Angolees voetbalelftal
In 2014 werd hij echter voor het eerst opgeroepen voor de nationale ploeg van Angola. Op 3 augustus 2014 maakte hij zijn debuut voor Angola tegen Ethiopië.

## Palmares
| Nationaal          |    |      |
| Belgische Supercup | 1x | 2009 |